# Maja Włoszczowska
Maja Martyna Włoszczowska (Warschau, 9 november 1983) is een Poolse mountainbikester en wielrenster.

## Carrière
Włoszczowska won in 2003 op het wereldkampioenschap mountainbike de titel op de marathon. Op de Olympische Spelen van 2008 in Peking won Włoszczowska de zilveren medaille met mountainbiken. Op het wereldkampioenschap mountainbiken van 2010 won ze de regenboogtrui op het onderdeel Cross Country. In 2011 leek ze haar titel te gaan verlengen, maar strandde ze uiteindelijk mede door een lekke band op de tweede plaats.
In 2008 ontving ze in Polen het gouden Kruis van Verdienste.

## Palmares

### Marathon
- WK (2003)

### Cross-Country
| Seizoen | Wereldbeker      | Kampioenschappen | Overige                                                                                              | Totaal aantal zeges |
| ------- | ---------------- | ---------------- | --- | ------------------- |
| 2003    |                  | PK               | | 1                   |
| 2004    |                  | PK               | | 1                   |
| 2005    |                  | PK               | | 1                   |
| 2006    |                  | PK               | | 1                   |
| 2007    |                  | PK               | | 1                   |
| 2008    | Schladming       | PK               | | 2                   |
| 2009    |                  | EK, PK           | | 2                   |
| 2010    | Val di Sole      | WK, PK           | Haiffa, Dolsk, Jelenia Góra, Białystok, Szczawno, Roc d'Azur                                         | 9                   |
| 2011    |                  | PK               | Sirmione, Langenlois, Corro d'Amunt, Jelenia Gora, Heubach, Jablonec, Roc d'Azur, Saalfelden, Ustroń | 10                  |
| 2012    | Pietermaritzburg |                  | Banyoles, Langenlois                                                                                 | 3                   |
| 2013    |                  | PK               | Banyoles, Munsingen, Heubach, Haiming                                                                | 5                   |
| 2014    |                  |                  | Banyoles                                                                                             | 1                   |

### Wegwielrennen
2001
- Wereldkampioenschap Junior Dames

2004
- 2e in Eindklassement Eko Tour Dookola Polski

2005
- Pools kampioenschap op de weg

2006
- Pools kampioenschap op de weg
- Pools kampioenschap tijdrijden

2007
- Pools kampioenschap op de weg

2008
- 1e in 1e etappe Wyscig Etapowy - Zamosc Féminin
- 1e in Eindklassement Wyscig Etapowy - Zamosc Féminin

2010
- Pools kampioenschap op de weg

2011
- Pools kampioenschap tijdrijden
- Pools kampioenschap op de weg

- International Standard Name Identifier: 0000 0004 4414 7047
- Nationale Bibliotheek van Polen: a0000002939785
- Virtual International Authority File: 313026210